# Ruvo di Puglia
Ruvo di Puglia är en kommun i storstadsregionen Bari, innan 2015 provinsen Bari, i regionen Apulien i Italien. Kommunen hade 25 328 invånare (2017) och gränsar till kommunerna Altamura, Andria, Bisceglie, Bitonto, Corato, Gravina in Puglia, Spinazzola och Terlizzi.
Ruvo di Puglia är mest känd för sina jordbruksprodukter, vingårdar och olivlundar. Det finns lämningar i området från 900-talet f.Kr.